# Stary Gostków
Stary Gostków – wieś w Polsce, położona w województwie łódzkim, w powiecie poddębickim, w gminie Wartkowice. 
Znajdował się tu urząd gminy Wartkowice, od 20 marca 2024 r. w Wartkowicach.
Do 1954 istniała gmina Gostków. W latach 1975–1998 miejscowość położona była w województwie sieradzkim.
Przez miejscowość przebiega droga wojewódzka nr 703.

## Historia
Pierwsza pisana wzmianka o tej miejscowości pochodzi z 1391 r. Pierwszymi właścicielami wsi byli Gostkowscy. W I poł. XVII w. Wojciech Gostkowski, pisarz skarbu koronnego, był autorem rewolucyjnych jak na owe czasy traktatów ekonomicznych, w których m.in. żądał ograniczenia emisji pieniądza i proponował reformę monetarną, demaskował sposoby nadużyć podatkowych, domagał się wprowadzenia jednolitego systemu celnego. Po Gostkowskich dobra były w posiadaniu Załuskich, Wierzejewskich, krótko Walewskich, Grudzińskich i Skrzyńskich, z których ostatni właściciel został zamordowany przez Niemców w Dachau.
W rejonie Gostkowa miały miejsce walki II batalionu 1. Pułku Strzelców Legionów, odkomenderowanych przez Józefa Piłsudskiego 12 października 1914 r. do 7. Dywizji Kawalerii Austriackiej. Batalion polski pod dowództwem mjra Mieczysława Norwida-Neugebauera (gen. Wojska Polskiego od 1 czerwca 1919 r.) w dniach 29-30 października 1914 r. stoczył w rejonie Gostkowa i Poddębic zacięty bój z kawalerią rosyjską, dowodzoną przez gen. Nowikowa. Oddział polski podążył w kierunku Warty i przeprawił się przez rzekę w rejonie Glinna. 24 października 1937 r. z udziałem gen. Norwida-Neugebauera miało miejsce odsłonięcie w centrum wsi pomnika upamiętniającego te wydarzenia w postaci potężnego głazu z wyrytym Orłem i napisem objaśniającym. Niemcy i komuniści zacierali te napisy. W 1989 r. pomnikowi przywrócono pierwotny wygląd.
W 1819 roku, w Gostkowie, urodziła się Agnieszka Baranowska, polska pisarka (zm. 1890).

## Zabytki
Zachował się tu neoklasycystyczny pałac, wzniesiony w 1802 r. według projektu Hilarego Szpilowskiego, którego dziełem była także elewacja katedry św. Jana i pałac Kazimierzowski w Warszawie oraz pałace w Walewicach i Małej Wsi Do 1939 r. pałac był własnością Skrzyńskich. Budowla jest jednopiętrowa, podpiwniczona, wzniesiona na planie prostokąta, z półkolistym ryzalitem od strony ogrodu. Układ wnętrz dwutraktowy, analogicznie na obu kondygnacjach, z owalnymi salonami. Na osi frontowej fasady wspaniały joński portyk z 4 kolumnami, na fryzie napis: "Superanda omnis fortuna ferenda est" (Umieć pogodzić się z losem). Wewnątrz klasycystyczna polichromia z lat 1809–1812, wykonana w technice temperowej przez nieznanego malarza, pokrywająca ściany i sufity większości pomieszczeń pałacu. Na piętrze dwa klasycystyczne kominki. Ozdobą pałacu są drewniane posadzki. Pałac zajmował Urząd Gminy Wartkowice.
W skład zespołu pałacowego wchodzą dwie klasycystyczne oficyny, ustawione symetrycznie przed pałacem, ozdobione portykami. Pomiędzy nimi a pałacem znajduje się dziedziniec wjazdowy. Za pałacem jest rozległy park, od zachodu przylegający do rzeki Ner. W parku znajduje się staw z wyspą, resztki alei grabowej i modrzewiowej, pomnikowe okazy drzew oraz stanowisko bluszczu drzewiastego.